# Hanuman Singh
Hanuman Singh Rathore (Bhagwanpur, 16 febbraio 1950) è un ex cestista indiano.

## Carriera
Con l'India ha disputato le Olimpiadi del 1980, segnando 10 punti in 5 partite.